# Argyroeides eurypon
Argyroeides eurypon är en fjärilsart som beskrevs av Druce 1884. Argyroeides eurypon ingår i släktet Argyroeides och familjen björnspinnare. Inga underarter finns listade i Catalogue of Life.